# Autotrial

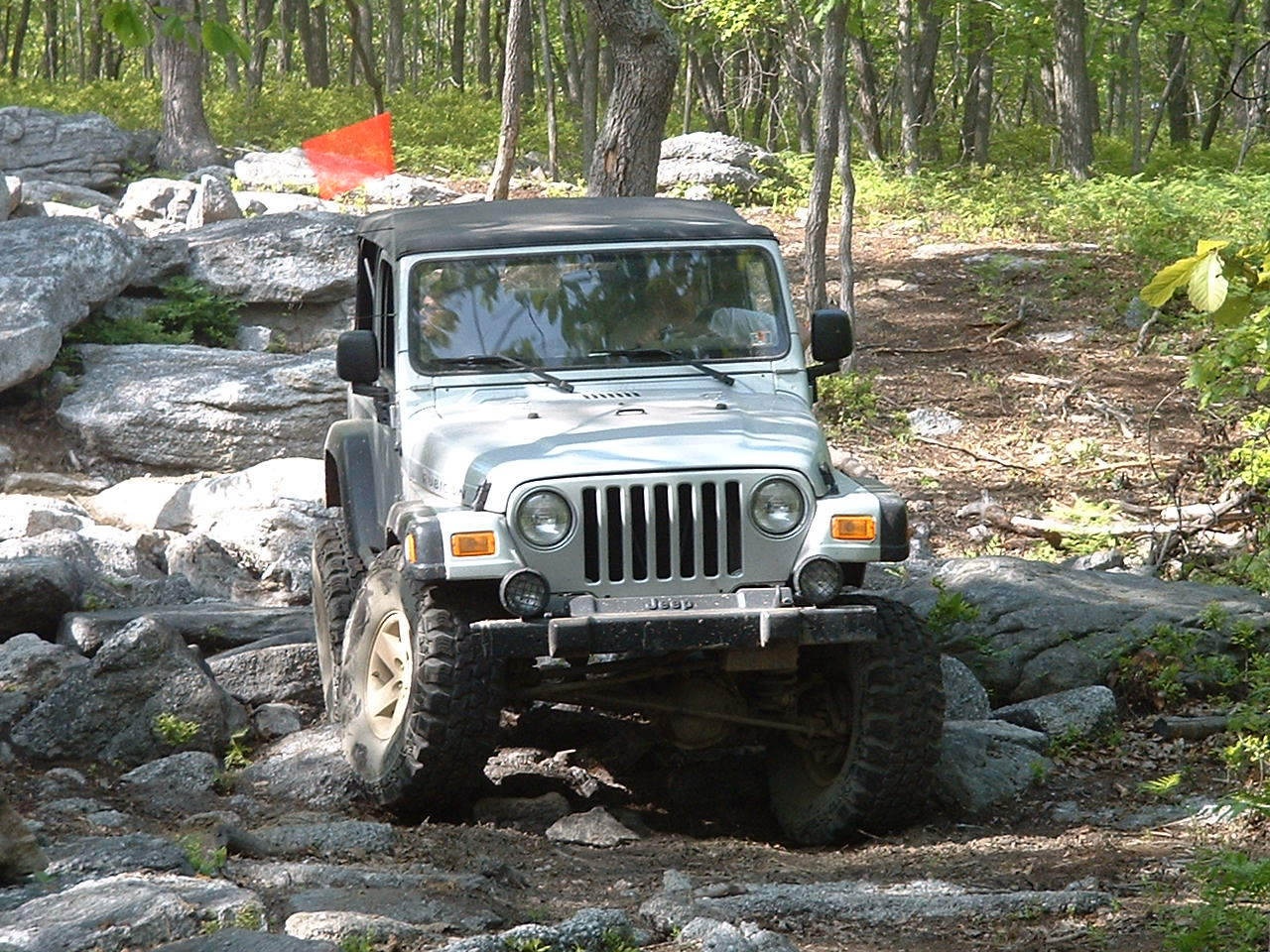
Een Jeep Rubicon in zwaar terrein

Autotrial is een toegankelijke tak van de terreinsport die veel in clubverband wordt beoefend. De sport is vergelijkbaar met motortrial. De snelheid en tijd spelen geen rol, het gaat er alleen om om een parcours af te leggen met zo min mogelijk strafpunten.
De sport wordt beoefend met terreinauto's met vierwielaandrijving, die meestal ook een kentekenregistratie hebben en daardoor ook op de openbare weg zijn toegelaten.
Er is ook een nationaal kampioenschap trialrijden, het ONK Trial of het NK jeugd trial.